# 中園ミホ
中園 ミホ（なかぞの ミホ、1959年7月16日 - ）は、日本の脚本家。
本名は中園 美保（読み同じ）。日本大学第二高等学校、日本大学芸術学部放送学科卒業。2010年度から日本大学芸術学部客員教授を務める。

## 略歴
東京都中野区生まれ。10歳で父を、19歳で母を病気で亡くす。
大学卒業後、広告代理店に入社。社の同僚がシナリオ講座に申し込んだものの行けなくなったため、その代わりとしてノートをとるため、シナリオ講座に参加した。1年3か月で広告代理店を退職したのち、コピーライター、四柱推命の占い師などの職業を経験。偶然知り合った脚本家の田中陽造の清書係に就く。その後、同じく脚本家の桃井章と知り合い、桃井の妻を世話するなど懇意になり、これらをきっかけにシナリオライターとなる。
1988年、ドラマ『ニュータウン仮分署』でデビューする。脚本家で生きていく決心をしたのは、1993年に34歳で未婚のまま長男を産んだ時だといい、家で子供を育てながら続けられるのは脚本家しかないと覚悟を決めたという。長男の出産後、1995年のフジテレビ月9ドラマ『For You』で復帰。同作品では主演の中山美穂が未婚の母親を演じたが、これには中園自身の未婚の母としての経験が反映されているという。
連続ドラマの代表作に、フジテレビの『やまとなでしこ』『スタアの恋』、日本テレビの『anego[アネゴ]』『ハケンの品格』、テレビ朝日の『Doctor-X 外科医・大門未知子』、NHKの連続テレビ小説『花子とアン』大河ドラマ『西郷どん』などがある。
2007年、ドラマ『ハケンの品格』で放送文化基金賞脚本賞、放送ウーマン賞2007を受賞。
2013年、橋田賞を受賞。ドラマ『はつ恋』『Doctor-X 外科医・大門未知子』で向田邦子賞を受賞。
2015年、ドラマ『花子とアン』で東京ドラマアウォード2015脚本賞を受賞。
2007年に初のエッセイ『恋愛大好きですが、何か?』を、2009年に林真理子、大沢在昌、山本一力との共作で『売れる小説の書き方。』を、2016年には著書『ぐーたら女の成功術』をそれぞれ出版した。
最近では脚本業のかたわら、トークショーに出演し、自身の経験を語る機会が多くなっている。
自身が監修したグループ相性診断・性格診断のWEBサービス「だったら！マンダリアン！」を2024年2月29日にリリースした。
当初は本名名義だったが、占い師だった経験から、のちに画数の良い“中園ミホ”に改名した。

## 人物
- 10歳で父親が亡くなった頃に母親が買ってきたやなせたかしの詩集の中に「たったひとりで生まれてきて　たったひとりで死んでいく　人間なんてさびしいね　人間なんておかしいね」という言葉を見つけ、皆同じと救われた気持ちになったことをやなせに手紙で送り、15歳位までやなせと文通していた。音楽会に招待されたこともある。文通が途絶えた後の19歳の時にも道で偶然会い、そのままやなせの本の出版パーティーに連れて行かれた。その頃、母親が病気であることをやなせに伝えたところ、やなせは母親に電話をかけて励ました[7]。文通開始に先立つ事数年、中園の7歳の誕生日直前に訪れたデパートの催事場で、その日偶然そこで似顔絵を描いていたやなせに中園の似顔絵を描いてもらっており、中園は今もそれを所有している。
- 占いとの出会いは中学生の頃。母と親しかった占い師・今村宇太子に誰も知らないはずの心の内までずばりと言われたのがきっかけ。広告代理店退職後、24歳で今村のアシスタントとなった[8]。有名政治家や企業のトップも占ったことで、人間の表面で見せる立派な顔より裏側のほころびの方がチャーミングだと気づき、人間の見方を覚えたといい、このときの経験が脚本家に生かされていると語っている。[4]
- 「取材力の中園ミホ」と称されるように、マーケティングリサーチが得意な書き手の1人であり[9]、『ハケンの品格』の脚本を書くにあたっても数多くの派遣社員の実態を取材したため、派遣社員の実態に同情的である。2007年11月12日に放送されたNHKスペシャル『1000人にきく ハケンの本音』にゲスト出演した際には、同じくゲスト出演し、隣に座っていた奥谷禮子の「派遣社員は幸せである」との、派遣社員の実情を無視した断定的意見に対し、「この（座席）間に深くて大きな川が流れているような気がしたんですけど」と異を唱えた[10][要ページ番号][11]。
- 本人曰く、「自分はなまけものだから、全部脚本書いてやろうと思わないです」。実際、大部分を中園が書いているものの、他の脚本家が1、2話書いているドラマが多い。
- 『やまとなでしこ』での神野桜子の人生観は、中園本人の考え方と相通じるところが多いという。
- 中園は「権力にすり寄らず、自分の足で立ち、自分の考えで動く人」[4]をいい女と考え、「女性たちの生の声を聞き、それを描いて、彼女たちを応援する」[12]ためにドラマを執筆していると語っている。
- 代々木ゼミナールの人気数学講師の岡本寛は小学校時代の同級生であり、自身の代表作『やまとなでしこ』の中原欧介役（演:堤真一）は彼をモデルにしているという。また中原の台詞に使われた公式、証明、定理などは岡本が監修。
- テレビ局から企画を持ちかけられ、明石家さんまを主演に脚本を書いたが、さんまのスケジュールが取れずお蔵入りになったことを『さんまのまんま』出演時に明かしている[13]。
- 『花子とアン』放送当時、同作と合わせて直後に生放送される『あさイチ』も視聴し、同キャスター陣が行う「朝ドラ受け」（詳細は「あさイチ」を参照）も楽しんでいた。本人曰く「朝ドラ受けあっての朝ドラ」[14]。
- パソコンでの文字入力は、親指シフトを使っている[15]。
- 少女期より『徹子の部屋』が毎日のように見る程大好きで、社会人となったOL時代には就業中にこっそり会議室で見てしまい、上司から呆れ顔をされた[16]。

## 受賞歴
- 2007年
  - 第33回放送文化基金賞 脚本賞（『ハケンの品格』）[3]
  - 放送ウーマン賞2007
- 2013年
  - 第21回橋田賞[3][17]
  - 第31回向田邦子賞（『はつ恋』、『Doctor-X 外科医・大門未知子』）[3]
- 2015年
  - 第16回ベストスイマー賞[18]
  - 第9回日藝賞[3]
  - 東京ドラマアウォード2015 脚本賞（『花子とアン』）[19]
- 2024年
  - 文化庁長官特別表彰[20]

## 脚本作品

### テレビドラマ

#### 連続ドラマ
- ニュータウン仮分署（1988年1月10日 - 4月3日、テレビ朝日「日曜20時枠」）
- お通夜の人指し指（1990年8月20日 - 24日、関西テレビ・フジテレビ「DRAMADAS」）
- 君のためにできること（1992年7月6日 - 9月28日、フジテレビ「月9」）
- 白鳥麗子でございます!（1993年1月14日 - 2月11日、フジテレビ「ボクたちのドラマシリーズ 木曜20時枠」）
- 嵐の中の愛のように（1993年7月3日 - 9月25日、読売テレビ・日本テレビ「土曜22時枠」）
- For You（1995年1月9日 - 3月20日、フジテレビ「月9」）
- ラスト・ラブ（1995年7月17日 - 8月10日、NHK総合「ドラマ新銀河」）
- ベストフレンド（1995年10月16日 - 12月11日、読売テレビ・日本テレビ「月曜22時枠」）
- Age,35 恋しくて（1996年4月18日 - 6月27日、フジテレビ「木曜劇場」）
- Dear ウーマン（1996年10月13日 - 12月22日、TBS「東芝日曜劇場」）
  - Dear ウーマン スペシャル （1997年4月6日）
- 不機嫌な果実（1997年10月9日 - 12月18日、TBS「木曜ドラマ」）
- チョコレート革命（1998年6月27日 - 8月1日、NHK BS2）
- ラブとエロス（1998年7月2日 - 9月17日、TBS「木曜ドラマ」）
- 恋の奇跡（1999年4月15日 - 7月1日、テレビ朝日「木曜ドラマ」）
- 恋愛中毒（2000年1月20日 - 3月16日、テレビ朝日「木曜ドラマ」）
- 20歳の結婚（2000年7月6日 - 9月14日、TBS「木曜21時枠」）
- やまとなでしこ（2000年10月9日 - 12月18日、フジテレビ「月9」）
  - やまとなでしこ ディレクターズカット（2001年4月6日）
- 氷点2001（2001年7月12日 - 9月20日、テレビ朝日「木曜ドラマ」）
- スタアの恋（2001年10月11日 - 12月20日、フジテレビ「木曜劇場」）
- ぼくが地球を救う（2002年7月4日 - 9月12日、TBS「カネボウ木曜劇場」）
- ハコイリムスメ!（2003年10月7日 - 12月9日、関西テレビ・フジテレビ「火曜22時枠」）
- 南くんの恋人（2004年7月8日 - 9月16日、テレビ朝日「木曜ドラマ」）
- anego[アネゴ]（2005年4月20日 - 6月22日、日本テレビ「水曜ドラマ」）
  - anego〜アネゴspecial〜（2005年12月28日）
- プリマダム（2006年4月12日 - 6月21日、日本テレビ「水曜ドラマ」）
- ハケンの品格 シリーズ（日本テレビ「水曜ドラマ」）
  - ハケンの品格（2007）（2007年1月10日 - 3月14日）
  - ハケンの品格（2020）（2020年6月17日 - 8月5日）[21]
- OLにっぽん（2008年10月8日 - 12月10日、日本テレビ「水曜ドラマ」）
- コールセンターの恋人（2009年7月3日 - 9月11日、朝日放送・テレビ朝日「金曜21時枠」）
- ナサケの女〜国税局査察官〜（2010年10月21日 - 12月9日、テレビ朝日「木曜ドラマ」）
  - ナサケの女 〜国税局査察官〜 スペシャル（2012年2月4日）
- 下流の宴（2011年5月31日 - 7月19日、NHK総合「ドラマ10」）
- 専業主婦探偵〜私はシャドウ（2011年10月21日 - 12月16日、TBS「金曜ドラマ」）
- はつ恋（2012年5月22日 - 7月17日、NHK総合「ドラマ10」）[22]
- Doctor-X 外科医・大門未知子 シリーズ（テレビ朝日「木曜ドラマ」）
  - Doctor-X 外科医・大門未知子 第1期（2012年10月18日 - 12月13日）
  - Doctor-X 外科医・大門未知子 第2期（2013年10月17日 - 12月19日）
  - Doctor-X 外科医・大門未知子 第3期（2014年10月9日 - 12月18日）
  - Doctor-X 外科医・大門未知子 スペシャル（2016年7月3日）
  - Doctor-X 外科医・大門未知子 第4期（2016年10月13日 - 12月22日）
  - Doctor-X 外科医・大門未知子 第6期（2019年10月17日 - 12月19日）
  - Doctor-X 外科医・大門未知子 第7期（2021年10月14日 - 12月16日）
- 花子とアン（2014年3月31日 - 9月27日、NHK「連続テレビ小説」）
- Dr.倫太郎（2015年4月15日 - 6月17日、日本テレビ「水曜ドラマ」）
- トットてれび（2016年4月30日 - 6月18日、NHK総合「土曜ドラマ」）
- 西郷どん（2018年1月7日 - 12月16日、NHK「大河ドラマ」）[23][24]
- 七人の秘書（2020年10月22日 - 12月10日、テレビ朝日「木曜ドラマ」）[25]
- ザ・トラベルナース シリーズ（テレビ朝日「木曜ドラマ」）
  - ザ・トラベルナース 第1シリーズ（2022年10月20日 - 12月8日）
  - ザ・トラベルナース 第2シリーズ（2024年10月17日 - 12月19日）
- あんぱん（2025年3月31日 - 、NHK「連続テレビ小説」）[26]

#### 単発ドラマ
- ザ・トラベルマン2（1988年3月20日、関西テレビ・フジテレビ）
- リバータウン物語 夕陽の少年探偵団（1989年9月24日、関西テレビ・フジテレビ）
- 東京ストーリーズ 第8回「占う女 30分で燃えつきて…」（1989年11月30日、フジテレビ）
- 男の事情シリーズ3 レモンのキッス（1989年12月20日、日本テレビ）
- パラダイスにっぽん（1990年7月29日、TBS）
- ドラマチック22 ごくごく平凡な家庭の“幸福な性”（1990年9月22日、TBS）
- 世にも奇妙な物語 '90秋の特別編「幸福の選択」（1990年10月4日、フジテレビ）
- 世にも奇妙な物語 '91冬の特別編「王様の耳はロバの耳」（1991年1月3日、フジテレビ）
- 世にも奇妙な物語 '91春の特別編「朝まで生殺人」（1991年4月4日、フジテレビ）
- 幻を呼ぶ蛍姫・ひと夏の恋（1991年7月1日、関西テレビ・フジテレビ）
- 金曜ドラマシアター OLたちの反乱 伊豆社員殺人事件（1991年7月19日、フジテレビ）
- 金曜ドラマシアター 悪女A・B（1991年8月30日、フジテレビ）
- LOVE あなたに逢いたい 第20回「まひる」（1991年9月26日、フジテレビ）
- 世にも奇妙な物語 '91秋の特別編「ニュースおじさん」（1991年10月3日、フジテレビ）
- ざけんなョ!!シリーズ（1992年 - 1995年、フジテレビ）
- 大人は判ってくれない 第6回「素晴らしき日曜日」（1992年2月20日、フジテレビ）
- 恋敵 26歳危険な思い出づくり（1992年5月18日、関西テレビ・フジテレビ）
- 移り気本気（1992年7月23日、読売テレビ・日本テレビ）
- 金曜エンタテイメント 大家族デカ（1997年9月5日、フジテレビ）
- 杜の都恋物語 あの光の中の君（1997年12月23日、テレビ朝日）
- 終戦特別企画 二十六夜参り（1998年8月17日、TBS）
- 彼女たちのクリスマス イブの夜に贈る4人の女性の物語「クリスマスの花束」（2002年12月24日、関西テレビ・フジテレビ）
- ドラマW コスメティック（2003年6月28日、WOWOW）
- 恋のから騒ぎドラマスペシャル（2004年 - 2009年、日本テレビ）
- あの日、僕らの命はトイレットペーパーよりも軽かった〜カウラ捕虜収容所からの大脱走〜（2008年7月8日、日本テレビ）
- 笑う女優「青い鳥」（2010年1月1日、日本テレビ）
- 日韓共同ドラマ・テレシネマ「石ころの夢」（2010年8月22日・29日、テレビ朝日）
- テレビ朝日開局65周年記念 ドラマプレミアム 万博の太陽（2024年3月24日、テレビ朝日）

### 配信ドラマ
- エセ肉食女の恋愛事情（2011年5月20日 - 、BeeTV）

### 映画
- ピーチ白書 もっとおアツいのが好きッ!!（1991年）
- 東京タワー Tokyo Tower（2005年1月15日公開、東宝）
- ゴースト もういちど抱きしめたい（2010年11月13日公開、パラマウント/松竹）
- 七人の秘書 THE MOVIE（2022年10月7日公開、東宝）
- 劇場版ドクターX FINAL（2024年12月6日公開、東宝）

## 著書
- 『恋愛大好きですが、何か?』（2007年、光文社）
- 『売れる小説の書き方。』（2009年、ぴあ）
- 『ぐーたら女の成功術』（2016年、文藝春秋）

## テレビ出演
- NHKスペシャル「1000人にきく ハケンの本音」（2007年11月12日、NHK総合)
- ETV特集「ドラマは女がつくる」（2010年4月11日、NHKEテレ）
- ボクらの時代（2010年7月18日、2021年12月5日、フジテレビ）
- ディープピープル（2011年9月26日、NHK総合）
- スタジオパークからこんにちは（2012年7月3日、NHK総合）
- あさイチ（2014年9月5日、NHK総合）
- ぴったんこカン・カン (2014年9月5日、TBS)
- SWITCHインタビュー 達人達（2014年9月13日、NHKEテレ）
- 第65回NHK紅白歌合戦（2014年12月31日、NHK総合・ラジオ第1） - ゲスト審査員
- 課外授業 ようこそ先輩 探してみよう! 自分のドラマ（2015年2月6日、NHKEテレ）
- さんまのまんま（2015年9月19日、関西テレビ・フジテレビ）
- 情熱大陸（2015年10月11日、毎日放送・TBS）
- 徹子の部屋（2016年7月1日、テレビ朝日）
- アナザースカイ（2016年9月2日、日本テレビ）
- ゴロウ・デラックス（2016年11月10日、TBS）
- サワコの朝（2016年12月24日、毎日放送・TBS）
- ファミリーヒストリー 〜何のために生まれて 何をして生きるのか〜（2025年8月11日、NHK総合）